# Meritorni

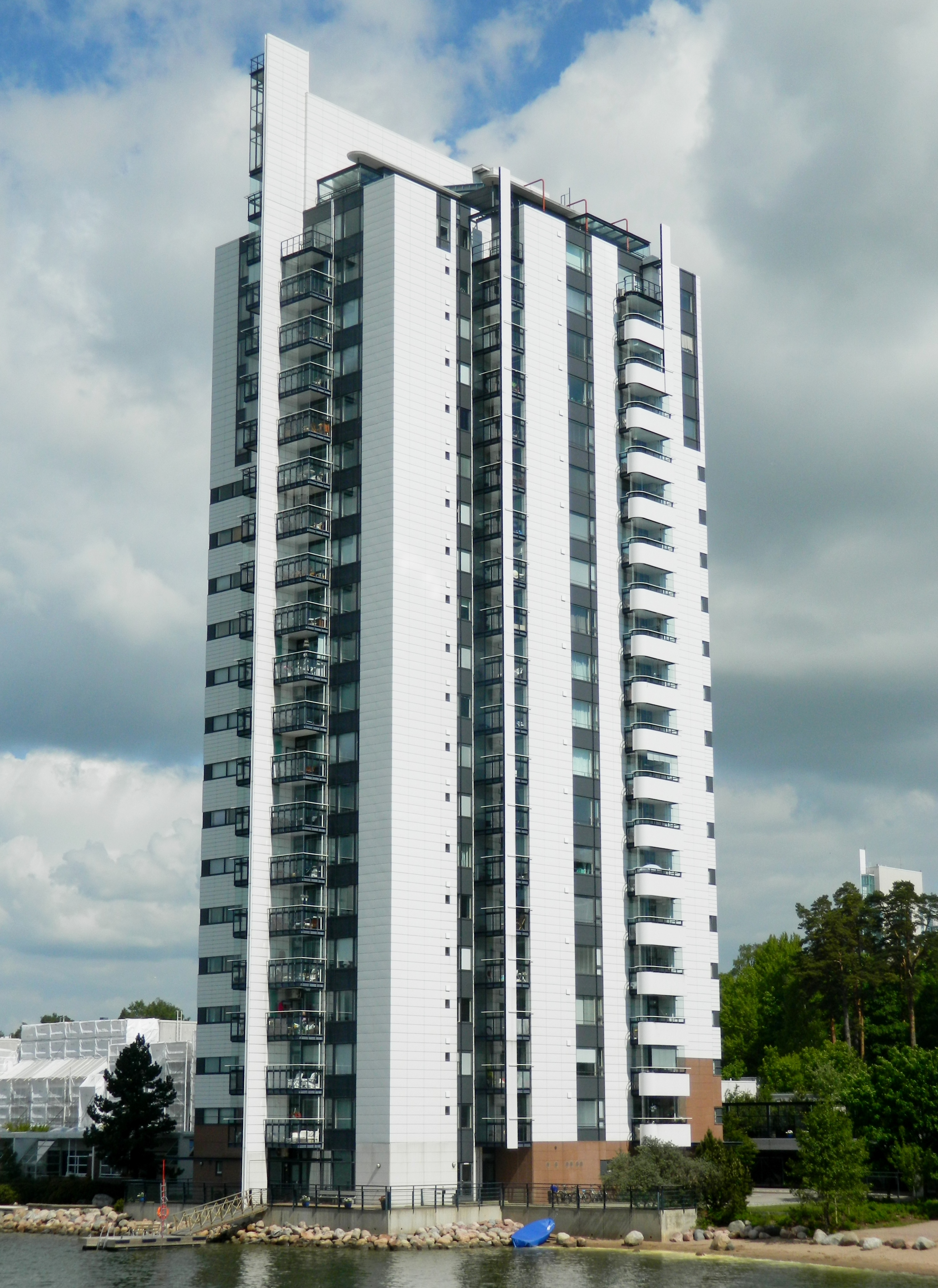
La Meritorni, Kivenlahti, June 2009.

Meritorni  est une tour située dans le quartier de Espoonlahti à Espoo en Finlande.

## Description
Meritorni est par sa hauteur la seconde tour d'habitation de Finlande et le quatrième bâtiment de Espoo.  Elle mesure plus de 70 mètres de haut, possède  22 étages et est construite en bord de mer. La construction se termine en novembre 1999 et le bâtiment sera le plus haut bâtiment de Finlande jusqu'à la construction de la Tour Cirrus en 2006.